# Seznam okruhů Formule 1

Umístění okruhů, které hostily nebo bodou hostit Grand Prix. Státy, které aktuálně hostí Grand Prix, jsou vybarveny zeleně a umístění okruhu je označeno černou tečkou. Státy, které dříve hostily Grand Prix, jsou vybarveny tmavě šedou barvou. Okruhy, které dříve hostily Grand Prix, jsou označeny bílou tečkou.

Formule 1, zkráceně F1, je nejvyšší třídou automobilových závodů, kterou spravuje Mezinárodní automobilová federace (FIA). Sezóna F1 se skládá ze série závodů, známých jako Grand Prix, které se obvykle konají na účelových okruzích a v několika případech i v uzavřených městských ulicích. Výsledky závodů určují konečné pořadí dvou každoročních šampionátů – šampionát jezdů (Mistrovství světa jezdců F1) a šampionát konstruktérů (Mistrovství světa konstruktérů F1).
Tento seznam zobrazuje okruhy, které hostily závody mistrovství světa od roku 1950 až do současnosti.

## Historie
První Grand Prix se konala v roce 1950 na okruhu Silverstone, od té doby se alespoň jeden závod odjel na 76 tratích. Mnoho klasických (starších) okruhů hostilo Grand Prix v různých konfiguracích trati, například Nürburgring, na kterém měl první závod mistrovství světa jeden okruh délku 22,835 km; kvůli obavám o bezpečnost se ale následně začala používat kratší a bezpečnější konfigurace okruhu. V prvních letech šampionátu byly okruhy F1 převážně v Evropě, ale jak se tento motorsport rozrůstal, tak se rozšiřovalo i umístění jeho okruhů. Z 20 okruhů, které hostily závody v sezóně 2012, téměř polovina nebyla v kalendáři před sezónou 1999. Okruh Monza hostil nejvíce závodů mistrovství světa. Jediná sezóna, ve které okruh chyběl, byla sezóna 1980, kdy se Grand Prix Itálie konala na okruhu v Imole. 
Las Vegas Strip Circuit se stal 77. okruhem, který hostil Grand Prix, když se na něm v sezóně 2023 jela první Grand Prix Las Vegas. Nejdelším okruhem, který hostil Grand Prix, je okruh Pescara, na kterém se jela Grand Prix Pescary 1957. Okruh měřil 25,8 km a závod vyhrál Stirling Moss.
Protože některé okruhy hostily Grand Prix v různých konfiguracích, je v tabulce níže uvedena poslední konfigurace, která byla pro závod použita.

## Okruhy
| Legenda | Legenda                           |
| ------- | --------------------------------- |
| ✔       | Aktuální okruhy (pro sezónu 2025) |

| Okruh                                     | Mapa                          | Typ okruhu              | Směr                                                                   | Lokalita                   | Stát                    | Poslední použitá délka | Závod                                     | Sezóny | Počet Grand Prix |
| ----------------------------------------- | ----------------------------- | ----------------------- | ---------------------------------------------------------------------- | -------------------------- | ----------------------- | ---------------------- | ----------------------------------------- | --- | ---------------- |
| Adelaide Street Circuit                   |                               | Městský                 | Ve směru hodinových ručiček                                            | Adelaide                   | Austrálie               | 3,780 km (2,349 mi)    | Grand Prix Austrálie                      | 1985–1995 | 11               |
| Ain-Diab Circuit                          |                               | Silniční                | Ve směru hodinových ručiček                                            | Casablanca                 | Maroko                  | 7,618 km (4,734 mi)    | Grand Prix Maroka                         | 1958 | 1                |
| Aintree Motor Racing Circuit              |                               | Silniční                | Ve směru hodinových ručiček                                            | Aintree                    | Spojené království      | 4,828 km (3,000 mi)    | Grand Prix Velké Británie                 | 1955, 1957, 1959, 1961–1962                                                                                    | 5                |
| Albert Park Circuit ✔                     | Albert Park                   | Městský                 | Ve směru hodinových ručiček                                            | Melbourne                  | Austrálie               | 5,278 km (3,280 mi)    | Grand Prix Austrálie                      | 1996–2019, 2022–2025                                                                                           | 28               |
| Algarve International Circuit             | Algarve                       | Závodní                 | Ve směru hodinových ručiček                                            | Portimão                   | Portugalsko             | 4,653 km (2,891 mi)    | Grand Prix Portugalska                    | 2020–2021 | 2                |
| Autódromo do Estoril                      | Estoril                       | Závodní                 | Ve směru hodinových ručiček                                            | Estoril                    | Portugalsko             | 4,360 km (2,709 mi)    | Grand Prix Portugalska                    | 1984–1996 | 13               |
| Autodromo Enzo e Dino Ferrari ✔           |                               | Závodní                 | Proti směru hodinových ručiček                                         | Imola                      | Itálie                  | 4,909 km (3,050 mi)    | Grand Prix Itálie                         | 1980 | 1                |
| Autodromo Enzo e Dino Ferrari ✔           | Grand Prix San Marina         | Závodní                 | Proti směru hodinových ručiček                                         | Imola                      | Itálie                  | 4,909 km (3,050 mi)    | 1981–2006                                 | 26 |                  |
| Autodromo Enzo e Dino Ferrari ✔           | Grand Prix Emilia Romagna     | Závodní                 | Proti směru hodinových ručiček                                         | Imola                      | Itálie                  | 4,909 km (3,050 mi)    | 2020–2024                                 | 4 |                  |
| Autódromo Hermanos Rodríguez ✔            |                               | Závodní                 | Ve směru hodinových ručiček                                            | Mexico City                | Mexiko                  | 4,304 km (2,674 mi)    | Grand Prix Mexika, Grand Prix Mexico City | 1963–1970, 1986–1992, 2015–2019, 2021–2024                                                                     | 24               |
| Autódromo Internacional do Rio de Janeiro |                               | Závodní                 | Proti směru hodinových ručiček                                         | Rio de Janeiro             | Brazílie                | 5,031 km (3,126 mi)    | Grand Prix Brazílie                       | 1978, 1981–1989                                                                                                | 10               |
| Autodromo Internazionale del Mugello      |                               | Závodní                 | Ve směru hodinových ručiček                                            | Scarperia e San Piero      | Itálie                  | 5,245 km (3,259 mi)    | Grand Prix Toskánska                      | 2020 | 1                |
| Autodromo José Carlos Pace ✔              |                               | Závodní                 | Proti směru hodinových ručiček                                         | São Paulo                  | Brazílie                | 4,309 km (2,677 mi)    | Grand Prix Brazílie, Grand Prix São Paula | 1973–1977, 1979–1980, 1990–2019, 2021–2024                                                                     | 41               |
| Autódromo Juan y Oscar Gálvez             |                               | Závodní                 | Ve směru hodinových ručiček                                            | Buenos Aires               | Argentina               | 4,259 km (2,646 mi)    | Grand Prix Argentiny                      | 1953–1958, 1960, 1972–1975, 1977–1981, 1995–1998                                                               | 20               |
| Autodromo Nazionale di Monza ✔            |                               | Závodní                 | Ve směru hodinových ručiček                                            | Monza                      | Itálie                  | 5,793 km (3,600 mi)    | Grand Prix Itálie                         | 1950–1979, 1981–2024                                                                                           | 74               |
| AVUS                                      |                               | Silniční                | Proti směru hodinových ručiček                                         | Berlín                     | Německo                 | 8,300 km (5,157 mi)    | Grand Prix Německa                        | 1959 | 1                |
| Bahrain International Circuit ✔           | Bahrain                       | Závodní                 | Ve směru hodinových ručiček                                            | Sachír                     | Bahrajn                 | 5,412 km (3,363 mi)    | Grand Prix Bahrajnu                       | 2004–2010, 2012–2024                                                                                           | 20               |
| Bahrain International Circuit ✔           | Bahrain                       | Závodní                 | Ve směru hodinových ručiček                                            | Sachír                     | Bahrajn                 | 3,543 km (2,202 mi)    | Grand Prix Sachíru                        | 2020 | 1                |
| Baku City Circuit ✔                       |                               | Městský                 | Proti směru hodinových ručiček                                         | Baku                       | Ázerbájdžán]            | 6,003 km (3,730 mi)    | Grand Prix Evropy                         | 2016 | 1                |
| Baku City Circuit ✔                       |                               | Grand Prix Ázerbájdžánu | Proti směru hodinových ručiček                                         | Baku                       | Ázerbájdžán]            | 6,003 km (3,730 mi)    | 2017–2019, 2021–2024                      | 8 |                  |
| Brands Hatch Circuit                      |                               | Závodní                 | Ve směru hodinových ručiček                                            | West Kingsdown             | Spojené království      | 3,703 km (2,301 mi)    | Grand Prix Velké Británie                 | 1964, 1966, 1968, 1970, 1972, 1974, 1976, 1978, 1980, 1982, 1984, 1986                                         | 12               |
| Brands Hatch Circuit                      | Grand Prix Evropy             | Závodní                 | Ve směru hodinových ručiček                                            | West Kingsdown             | Spojené království      | 3,703 km (2,301 mi)    | 1983, 1985                                | 2 |                  |
| Buddh International Circuit               |                               | Závodní                 | Ve směru hodinových ručiček                                            | Greater Noida              | Indie                   | 5,141 km (3,194 mi)    | Grand Prix Indie                          | 2011–2013 | 3                |
| Bugatti Au Mans                           | Bugatti                       | Závodní                 | Ve směru hodinových ručiček                                            | Le Mans                    | Francie                 | 4,430 km (2,753 mi)    | Grand Prix Francie                        | 1967 | 1                |
| Caesars Palace Grand Prix Circuit         |                               | Městský                 | Proti směru hodinových ručiček                                         | Paradise                   | USA                     | 3,650 km (2,268 mi)    | Grand Prix Caesars Palace                 | 1981–1982 | 2                |
| Charade Circuit                           |                               | Silniční                | Ve směru hodinových ručiček                                            | Saint-Genès-Champanelle    | Francie                 | 8,055 km (5,005 mi)    | Grand Prix Francie                        | 1965, 1969–1970, 1972                                                                                          | 4                |
| Circuit Bremgarten                        |                               | Silniční                | Ve směru hodinových ručiček                                            | Bern                       | Švýcarsko               | 7,208 km (4,479 mi)    | Grand Prix Švýcarska                      | 1950–1954 | 5                |
| Circuit de Barcelona-Catalunya ✔          |                               | Závodní                 | Ve směru hodinových ručiček                                            | Montmeló                   | Španělsko               | 4,657 km (2,894 mi)    | Grand Prix Španělska                      | 1991–2024 | 34               |
| Circuit de Monaco ✔                       |                               | Městský                 | Ve směru hodinových ručiček                                            | Monte Carlo                | Monako                  | 3,337 km (2,074 mi)    | Grand Prix Monaka                         | 1950, 1955–2019, 2021–2024                                                                                     | 70               |
| Circuit de Nevers Magny-Cours             |                               | Závodní                 | Ve směru hodinových ručiček                                            | Magny-Cours                | Francie                 | 4,411 km (2,741 mi)    | Grand Prix Francie                        | 1991–2008 | 18               |
| Circuit de Pedralbes                      |                               | Městský                 | Ve směru hodinových ručiček                                            | Barcelona                  | Španělsko               | 6,316 km (3,925 mi)    | Grand Prix Španělska                      | 1951, 1954 | 2                |
| Circuit de Reims-Gueux                    |                               | Silniční                | Ve směru hodinových ručiček                                            | Gueux                      | Francie                 | 8,302 km (5,159 mi)    | Grand Prix Francie                        | 1950–1951, 1953–1954, 1956, 1958–1961, 1963, 1966                                                              | 11               |
| Circuit de Spa-Francorchamps ✔            |                               | Závodní                 | Ve směru hodinových ručiček                                            | Stavelot                   | Belgie                  | 7,004 km (4,352 mi)    | Grand Prix Belgie                         | 1950–1956, 1958, 1960–1968, 1970, 1983, 1985–2002, 2004–2005, 2007–2024                                        | 57               |
| Circuit Dijon-Prenois                     |                               | Závodní                 | Ve směru hodinových ručiček                                            | Prenois                    | Francie                 | 3,886 km (2,415 mi)    | Grand Prix Francie                        | 1974, 1977, 1979, 1981, 1984                                                                                   | 5                |
| Circuit Dijon-Prenois                     | Grand Prix Švýcarska          | Závodní                 | Ve směru hodinových ručiček                                            | Prenois                    | Francie                 | 3,886 km (2,415 mi)    | 1982                                      | 1 |                  |
| Circuit Gilles-Villeneuve ✔               |                               | Městský                 | Ve směru hodinových ručiček                                            | Montréal                   | Kanada                  | 4,361 km (2,710 mi)    | Grand Prix Kanady                         | 1978–1986, 1988–2008, 2010–2019, 2022–2024                                                                     | 43               |
| Circuit Mont-Tremblant                    |                               | Závodní                 | Ve směru hodinových ručiček                                            | Mont-Tremblant             | Kanada                  | 4,265 km (2,650 mi)    | Grand Prix Kanady                         | 1968, 1970 | 2                |
| Circuit of the Americas ✔                 |                               | Závodní                 | Proti směru hodinových ručiček                                         | Austin                     | USA                     | 5,513 km (3,426 mi)    | Grand Prix USA                            | 2012–2019, 2021–2024                                                                                           | 12               |
| Circuit Paul Ricard                       |                               | Závodní                 | Ve směru hodinových ručiček                                            | Le Castellet               | Francie                 | 5,842 km (3,630 mi)    | Grand Prix Francie                        | 1971, 1973, 1975–1976, 1978, 1980, 1982–1983, 1985–1990, 2018–2019, 2021–2022                                  | 18               |
| Circuit Zandvoort ✔                       |                               | Závodní                 | Ve směru hodinových ručiček                                            | Zandvoort                  | Nizozemsko              | 4,259 km (2,646 mi)    | Grand Prix Nizozemska                     | 1952–1953, 1955, 1958–1971, 1973–1985, 2021–2024                                                               | 34               |
| Circuit Zolder                            |                               | Závodní                 | Ve směru hodinových ručiček                                            | Heusden-Zolder             | Belgie                  | 4,262 km (2,648 mi)    | Grand Prix Belgie                         | 1973, 1975–1982, 1984                                                                                          | 10               |
| Circuito da Boavista                      |                               | Městský                 | Proti směru hodinových ručiček                                         | Porto                      | Portugalsko             | 7,775 km (4,831 mi)    | Grand Prix Portugalska                    | 1958, 1960 | 2                |
| Circuito de Monsanto                      |                               | Městský                 | Ve směru hodinových ručiček                                            | Lisabon                    | Portugalsko             | 5,440 km (3,380 mi)    | Grand Prix Portugalska                    | 1959 | 1                |
| Circuito Permanente de Jerez              |                               | Závodní                 | Ve směru hodinových ručiček                                            | Jerez de la Frontera       | Španělsko               | 4,428 km (2,751 mi)    | Grand Prix Španělska                      | 1986–1990 | 5                |
| Circuito Permanente de Jerez              | Grand Prix Evropy             | Závodní                 | Ve směru hodinových ručiček                                            | Jerez de la Frontera       | Španělsko               | 4,428 km (2,751 mi)    | 1994, 1997                                | 2 |                  |
| Circuito Permanente del Jarama            |                               | Závodní                 | Ve směru hodinových ručiček                                            | San Sebastián de los Reyes | Španělsko               | 3,404 km (2,115 mi)    | Grand Prix Španělska                      | 1968, 1970, 1972, 1974, 1976–1979, 1981                                                                        | 9                |
| Complexe Européen de Nivelles-Baulers     |                               | Závodní                 | Ve směru hodinových ručiček                                            | Nivelles                   | Belgie                  | 3,724 km (2,314 mi)    | Grand Prix Belgie                         | 1972, 1974 | 2                |
| Dallas Fair Park                          |                               | Městský                 | Proti směru hodinových ručiček                                         | Dallas                     | USA                     | 3,901 km (2,424 mi)    | Grand Prix Dallasu                        | 1984 | 1                |
| Detroit Street Circuit                    |                               | Městský                 | Proti směru hodinových ručiček                                         | Detroit                    | USA                     | 4,168 km (2,590 mi)    | Grand Prix Detroitu                       | 1982–1988 | 7                |
| Donington Park                            | Donington Park                | Závodní                 | Ve směru hodinových ručiček                                            | Castle Donington           | Spojené království      | 4,020 km (2,498 mi)    | Grand Prix Evropy                         | 1993 | 1                |
| Fuji Speedway                             |                               | Závodní                 | Ve směru hodinových ručiček                                            | Oyama                      | Japonsko                | 4,563 km (2,835 mi)    | Grand Prix Japonska                       | 1976–1977, 2007–2008                                                                                           | 4                |
| Hockenheimring                            |                               | Závodní                 | Ve směru hodinových ručiček                                            | Hockenheim                 | Německo                 | 4,574 km (2,842 mi)    | Grand Prix Německa                        | 1970, 1977–1984, 1986–2006, 2008, 2010, 2012, 2014, 2016, 2018–2019                                            | 37               |
| Hungaroring ✔                             |                               | Závodní                 | Ve směru hodinových ručiček                                            | Mogyoród                   | Maďarsko                | 4,381 km (2,722 mi)    | Grand Prix Maďarska                       | 1986–2024 | 39               |
| Indianapolis Motor Speedway               |                               | Závodní                 | Proti směru hodinových ručiček                                         | Speedway                   | USA                     | 4,023 km (2,500 mi)    | 500 mil Indianapolis                      | 1950–1960 | 11               |
| Indianapolis Motor Speedway               |                               | Závodní                 | Ve směru hodinových ručiček                                            | Speedway                   | USA                     | 4,192 km (2,605 mi)    | Grand Prix USA                            | 2000–2007 | 8                |
| Intercity Istanbul Park                   |                               | Závodní                 | Proti směru hodinových ručiček                                         | Istanbul                   | Turecko                 | 5,338 km (3,317 mi)    | Grand Prix Turecka                        | 2005–2011, 2020–2021                                                                                           | 9                |
| Jeddah Corniche Circuit ✔                 |                               | Městský                 | Proti směru hodinových ručiček                                         | Džidda                     | Saúdská Arábie          | 6,174 km (3,836 mi)    | Grand Prix Saúdské Arábie                 | 2021–2024 | 4                |
| Korea International Circuit               |                               | Závodní                 | Proti směru hodinových ručiček                                         | Yeongam                    | Jižní Korea             | 5,615 km (3,489 mi)    | Grand Prix Koreje                         | 2010–2013 | 4                |
| Kyalami Grand Prix Circuit                |                               | Závodní                 | Proti směru hodinových ručiček                                         | Midrand                    | Jižní Afrika            | 4,261 km (2,648 mi)    | Grand Prix Jihoafrické republiky          | 1967–1980, 1982–1985, 1992–1993                                                                                | 20               |
| Las Vegas Strip Circuit ✔                 |                               | Městský                 | Proti směru hodinových ručiček                                         | Paradise                   | USA                     | 6,201 km (3,853 mi)    | Grand Prix Las Vegas                      | 2023–2024 | 2                |
| Long Beach Street Circuit                 |                               | Městský                 | Ve směru hodinových ručiček                                            | Long Beach                 | USA                     | 3,275 km (2,035 mi)    | Grand Prix USA Západ                      | 1976–1983 | 8                |
| Losail International Circuit ✔            |                               | Závodní                 | Ve směru hodinových ručiček                                            | Lusail                     | Katar                   | 5,419 km (3,367 mi)    | Grand Prix Kataru                         | 2021, 2023–2024                                                                                                | 3                |
| Marina Bay Street Circuit ✔               |                               | Městský                 | Proti směru hodinových ručiček                                         | Marina Bay                 | Singapur                | 4,940 km (3,070 mi)    | Grand Prix Singapuru                      | 2008–2019, 2022–2024                                                                                           | 15               |
| Miami International Autodrome ✔           |                               | Městský                 | Proti směru hodinových ručiček                                         | Miami Gardens              | USA                     | 5,412 km (3,363 mi)    | Grand Prix Miami                          | 2022–2024 | 3                |
| Montjuïc circuit                          |                               | Městský                 | Proti směru hodinových ručiček                                         | Barcelona                  | Španělsko               | 3,791 km (2,356 mi)    | Grand Prix Španělska                      | 1969, 1971, 1973, 1975                                                                                         | 4                |
| Mosport International Raceway             |                               | Závodní                 | Ve směru hodinových ručiček                                            | Bowmanville                | Kanada                  | 3,957 km (2,459 mi)    | Grand Prix Kanady                         | 1967, 1969, 1971–1974, 1976–1977                                                                               | 8                |
| Nürburgring                               |                               | Závodní                 | Ve směru hodinových ručiček                                            | Norimberk                  | Německo                 | 5,148 km (3,199 mi)    | Grand Prix Německa                        | 1951–1954, 1956–1958, 1961–1969, 1971–1976, 1985, 2009, 2011, 2013                                             | 28               |
| Nürburgring                               | Grand Prix Evropy             | Závodní                 | Ve směru hodinových ručiček                                            | Norimberk                  | Německo                 | 5,148 km (3,199 mi)    | 1984, 1995–1996, 1999–2007                | 11 |                  |
| Nürburgring                               | Grand Prix Lucemburska        | Závodní                 | Ve směru hodinových ručiček                                            | Norimberk                  | Německo                 | 5,148 km (3,199 mi)    | 1997–1998                                 | 2 |                  |
| Nürburgring                               | Grand Prix Eifelu             | Závodní                 | Ve směru hodinových ručiček                                            | Norimberk                  | Německo                 | 5,148 km (3,199 mi)    | 2020                                      | 1 |                  |
| Pescara Circuit                           |                               | Silniční                | Ve směru hodinových ručiček                                            | Pescara                    | Itálie                  | 25,800 km (16,031 mi)  | Grand Prix Pescary                        | 1957 | 1                |
| Phoenix Street Circuit                    |                               | Městský                 | Proti směru hodinových ručiček                                         | Phoenix                    | USA                     | 3,720 km (2,312 mi)    | Grand Prix USA                            | 1989–1991 | 3                |
| Prince George Circuit                     |                               | Závodní                 | Ve směru hodinových ručiček                                            | East London                | Jižní Afrika            | 3,920 km (2,436 mi)    | Grand Prix Jihoafrické republiky          | 1962–1963, 1965                                                                                                | 3                |
| Red Bull Ring ✔                           |                               | Závodní                 | Ve směru hodinových ručiček                                            | Spielberg                  | Rakousko                | 4,318 km (2,683 mi)    | Grand Prix Rakouska                       | 1970–1987, 1997–2003, 2014–2024                                                                                | 36               |
| Red Bull Ring ✔                           | Grand Prix Štýrska            | Závodní                 | Ve směru hodinových ručiček                                            | Spielberg                  | Rakousko                | 4,318 km (2,683 mi)    | 2020–2021                                 | 2 |                  |
| Riverside International Raceway           |                               | Závodní                 | Ve směru hodinových ručiček                                            | Moreno Valley              | USA                     | 5,271 km (3,275 mi)    | Grand Prix USA                            | 1960 | 1                |
| Rouen-Les-Essarts                         |                               | Silniční                | Ve směru hodinových ručiček                                            | Orival                     | Francie                 | 6,542 km (4,065 mi)    | Grand Prix Francie                        | 1952, 1957, 1962, 1964, 1968                                                                                   | 5                |
| Scandinavian Raceway                      |                               | Závodní                 | Ve směru hodinových ručiček                                            | Anderstorp                 | Švédsko                 | 4,031 km (2,505 mi)    | Grand Prix Švédska                        | 1973–1978 | 6                |
| Sebring Raceway                           | Sebring International Raceway | Silniční                | Ve směru hodinových ručiček                                            | Sebring                    | USA                     | 8,356 km (5,192 mi)    | Grand Prix USA                            | 1959 | 1                |
| Sepang International Circuit              |                               | Závodní                 | Ve směru hodinových ručiček                                            | Sepang                     | Malajsie                | 5,543 km (3,444 mi)    | Grand Prix Malajsie                       | 1999–2017 | 19               |
| Shanghai International Circuit ✔          |                               | Závodní                 | Ve směru hodinových ručiček                                            | Šanghaj                    | Čína                    | 5,451 km (3,387 mi)    | Grand Prix Číny                           | 2004–2019, 2024–2025                                                                                           | 18               |
| Silverstone Circuit ✔                     |                               | Závodní                 | Ve směru hodinových ručiček                                            | Silverstone                | Spojené království      | 5,891 km (3,660 mi)    | Grand Prix Velké Británie                 | 1950–1954, 1956, 1958, 1960, 1963, 1965, 1967, 1969, 1971, 1973, 1975, 1977, 1979, 1981, 1983, 1985, 1987–2024 | 58               |
| Silverstone Circuit ✔                     | Grand Prix 70. výročí         | Závodní                 | Ve směru hodinových ručiček                                            | Silverstone                | Spojené království      | 5,891 km (3,660 mi)    | 2020                                      | 1 |                  |
| Sochi Autodrom                            |                               | Závodní                 | Ve směru hodinových ručiček                                            | Sochi                      | Rusko                   | 5,848 km (3,634 mi)    | Grand Prix Ruska                          | 2014–2021 | 8                |
| Suzuka International Racing Course ✔      |                               | Závodní                 | Část ve směru hodinových ručiček a část proti směru hodinových ručiček | Suzuka                     | Japonsko                | 5,807 km (3,608 mi)    | Grand Prix Japonska                       | 1987–2006, 2009–2019, 2022–2024                                                                                | 34               |
| TI Circuit Aida                           | Tanaka International Circuit  | Závodní                 | Ve směru hodinových ručiček                                            | Mimasaka                   | Japonsko                | 3,703 km (2,301 mi)    | Grand Prix Pacifiku                       | 1994–1995 | 2                |
| Valencia Street Circuit                   |                               | Městský                 | Ve směru hodinových ručiček                                            | Valencia                   | Španělsko               | 5,419 km (3,367 mi)    | Grand Prix Evropy                         | 2008–2012 | 5                |
| Watkins Glen International                |                               | Závodní                 | Ve směru hodinových ručiček                                            | Watkins Glen               | USA                     | 5,430 km (3,374 mi)    | Grand Prix USA                            | 1961–1980 | 20               |
| Yas Marina Circuit ✔                      |                               | Závodní                 | Proti směru hodinových ručiček                                         | Abú Zabí                   | Spojené arabské emiráty | 5,281 km (3,281 mi)    | Grand Prix Abú Zabí                       | 2009–2024 | 16               |
| Zeltweg Airfield                          |                               | Silniční                | Ve směru hodinových ručiček                                            | Zeltweg                    | Rakousko                | 3,186 km (1,980 mi)    | Grand Prix Rakouska                       | 1964 | 1                |